# Ардзинба, Адгур Амиранович
Адгур Амиранович Ардзинба (абх. Адгәыр Амиран-иҧа Арӡынба; род. 26 декабря 1981, Гудаута) — абхазский государственный и политический деятель.
Член Правительства Республики Абхазия; с 8 апреля 2015 по 23 апреля 2020 — вице-премьер, министр экономики Абхазии; член Национального банковского совета Республики Абхазия, координатор Совета по экономическому развитию и реформам при президенте Республики Абхазия, заместитель председателя Межправительственной комиссии по социально-экономическому сотрудничеству между Республикой Абхазия и Российской Федерацией.
С 7 октября 2020 года — Председатель РОО «Абхазское народное движение».

## Работа
С 2010 года по настоящее время — старший преподаватель двух кафедр: «Национальной экономики» и «Экономической теории» в Абхазском государственном университете.
2011—2013 — советник по экономическим вопросам Председателя Государственного таможенного комитета Республики Абхазия.
2012—2013 — главный специалист отдела внешнеэкономических связей Министерства экономики Республики Абхазия.
2013—2015 — начальник отдела внешнеэкономических связей Министерства экономики Республики Абхазия.
С февраля по апрель 2015 года — начальник Управления экономики Администрации Президента Республики Абхазия.
С апреля 2015 по декабрь 2019 года — министр экономики Республики Абхазия.
С декабря 2019 по апрель 2020 года — вице-премьер, министр экономики Республики Абхазия.
С 7 октября 2020 по настоящее время — председатель РОО «Абхазское народное движение».

## Президентские выборы 2020 года
Самый молодой кандидат в президенты за всю историю выборов Абхазии.
Участвовал в повторных выборах президента республики в 2020 году как независимый кандидат от инициативной группы граждан. Несмотря на ассоциации с командой ушедшего в отставку Рауля Хаджимба и сравнительно молодой возраст, провёл эффективную предвыборную кампанию и занял второе место (35,42 % голосов).
2 марта Адгур Ардзинба в знак солидарности временно приостановил избирательную кампанию после внезапной госпитализации своего оппонента Аслана Бжания, а также посетил его в Краснодарской краевой клинической больнице № 1. После объявления ЦИК предварительных результатов голосования приехал в штаб оппонента, лично поздравил Аслана Бжания с победой и пожелал успехов.

## Образование
С 2001 по 2007 год учился в Кабардино-Балкарском Государственном университете имени Бербекова по направлению «Промышленно-гражданское строительство», г. Нальчик.
2007—2009 — учёба в аспирантуре в Волгоградском Государственном техническом университете по направлению «Экономика и управление народным хозяйством», г. Волгоград. Получил степень кандидата экономических наук.
2013 — повышение квалификации в Российской академии госслужбы при Президенте РФ по направлению — Экономика, государственные финансы, государственное управление, г. Москва.
2019 — повышение квалификации в Лондонской школе экономики и политических наук по направлению «Экономическая история: EC104 The Wealth (and Poverty) of Nations: Historical Economic Divergence across the Globe (Богатство (и Бедность) народов: Исторические основы экономической дивергенции наций)», г. Лондон.
Автор более 11 научных трудов, в том числе соавтор двух монографий:
- Социально-экономическая стратегия развития Республики Абхазия. От территориальной ограниченности — к новым возможностям, г. Москва 2009 г.
- Методология исследования рыночной конъюнктуры в системе малого предпринимательства, г. Москва 2010 г.

## Семья
Женат, отец троих детей (две дочери и сын).
Жена — Астанда Александровна Джинджолия, кандидат экономических наук.